# بريتون كولكويت
بريتون كولكويت (بالإنجليزية: Britton Colquitt)‏ هو لاعب كرة قدم أمريكية أمريكي، ولد في 20 مارس 1985 في نوكسفيل في الولايات المتحدة.

## وصلات خارجية
- بريتون كولكويت على موقع مرجع كرة القدم المحترفة.كوم (الإنجليزية)